# Бисси, Матеус
Матеус Бисси да Силва (порт.-браз. Matheus Bissi da Silva; род. 19 марта 1991, Пирасикаба, Сан-Паулу) — бразильский футболист, защитник исландского клуба «Далвик/Рейнир».

## Карьера
В 2017 году сыграл 2 матча за «Славию».
Летом 2018 года стал игроком литовского клуба «Стумбрас». Всего за клуб сыграл 30 матчей.
В начале 2020 года перешёл в литовский клуб «Паневежис».
В начале 2022 года подписал контракт с казахстанским клубом «Атырау».

## Достижения
«Паневежис»
- Обладатель Кубка Литвы: 2020

## Клубная статистика
| Игровая карьера | Игровая карьера | Игровая карьера | Лига | Лига | Кубок | Кубок | Межд. | Межд. | Др. | Др. |
| --------------- | --------------- | --------------- | ---- | ---- | ----- | ----- | ----- | ----- | --- | --- |
| 2018            | Стумбрас        | А               | 14   | 0    | 4     | 0     | 2     | 0     | —   | —   |
| 2019            | Стумбрас        | А               | 10   | 0    | —     | —     | —     | —     | —   | —   |
| 2020            | Паневежис       | А               | 17   | 0    | 4     | 0     | —     | —     | —   | —   |
| 2021            | Паневежис       | А               | 31   | 2    | 5     | 0     | 2     | 0     | 1   | 0   |
| 2022            | Атырау          | А               | 24   | 2    | 6     | 2     | —     | —     | —   | —   |
| 2023            | Атырау          | А               | 18   | 0    | 2     | 0     | —     | —     | —   | —   |